# Дебічень
Дебічень, Дебічені (рум. Dăbiceni) — село у повіті Селаж в Румунії. Входить до складу комуни Ілянда.
Село розташоване на відстані 372 км на північний захід від Бухареста, 43 км на схід від Залеу, 58 км на північ від Клуж-Напоки.

## Населення
За даними перепису населення 2002 року у селі проживали 233 особи. Усі жителі села рідною мовою назвали румунську.
Національний склад населення села:
| Національність | Кількість осіб | Відсоток |
| -------------- | -------------- | -------- |
| румуни         | 207            | 88,8%    |
| цигани         | 25             | 10,7%    |